# Luis Pereira Cotapos
Luis Pereira Pérez-Cotapos (Santiago, 1835 -Ibidem, 5 de marzo de 1909), fue un abogado, empresario y político chileno, militante del Partido Conservador. Se desempeñó como diputado, senador y Ministro de Relaciones Exteriores, Culto y Colonización.

## Primeros años de vida
Fue hijo del coronel argentino Luis José Pereira Arguibel, que llegó a Chile con el Ejército Libertador y combatiera en las batallas de Chacabuco y Maipú, y de Rosario Pérez-Cotapos de la Lastra. Estudió en el Instituto Nacional y en la Facultad de Leyes de la Universidad de Chile, titulándose de abogado en 1860.

### Matrimonio e hijos
Se casó con Carolina Íñiguez Vicuña, con quien tuvo diez hijos, entre los que se cuenta a Ismael Pereira Íñiguez.

## Vida pública
Fue miembro de la Legación chilena en Francia en 1854. A su regreso al país fue abogado del Banco Nacional de Chile, juez de Letras de Santiago y ministro de la Corte de Apelaciones de Santiago (1866).
Se desarrolló como empresario vitivinícola, fundando en 1875 la Viña Santa Carolina, y además fue quien ordenó la construcción del Palacio Pereira.

## Carrera política
Militante del Partido Conservador, fue parlamentario en varios periodos.
Fue diputado en cuatro periodos; el primero por San Felipe, Putaendo y Los Andes (1861-1864), en el cual fue integrante de la comisión permanente de Educación y Beneficencia; el segundo por Curicó, Santa Cruz y Vichuquén (1867-1870), en el cual fue miembro de la comisión permanente de Constitución, Legislación y Justicia; y en dos periodos consecutivos por Caupolicán (1873-1876 y 1876-1879), en los que formó parte de la comisión permanente de Hacienda e Industria.
Luego fue senador, primero por Talca en los periodos 1879-1885 y 1885-1891, en los que fue miembro de la comisión permanente de Constitución, Legislación y Justicia, y participó además en la comisión de Gobierno y Relaciones Exteriores y la de Negocios Eclesiásticos; y luego por Ñuble en el periodo 1891-1897, en el que ocupó la vicepresidencia del Senado desde el 10 de noviembre de 1891 al 11 de enero de 1892, integró la Comisión Permanente de Gobierno y Relaciones Exteriores y fue senador reemplazante en la Comisión Permanente de Guerra y Marina y en la de Educación y Beneficencia. También fue miembro de la Comisión Conservadora para el receso 1894-1895; 1895-1896 y 1896-1897.
Se desempeñó como ministro de Relaciones Exteriores, Culto y Colonización entre el 31 de diciembre de 1891 y el 14 de marzo de 1892, en el gobierno de Jorge Montt. Fue consejero de Estado en varias ocasiones.